# Purpurowy Gang
Purpurowy Gang (ang. Purple Gang) – jeden z detroickich gangów przemytników alkoholu, składający się głównie z Żydów.

## Historia
Gang zdominował kryminalne życie miasta i był odpowiedzialny za przynajmniej 500 morderstw. Jego przywódcy, Benny i Joe Bernsteinowie utrzymywali bliskie kontakty z Syndykatem Clevelandzkim, jak również Moem Dalitzem oraz Chuckiem Polizzim. Detroit miało wielkie znaczenie dla obrotu nielegalnym alkoholem jako punkt zbiorczy dla kontrabandy przerzucanej statkami z Kanady.
Purpurowi współzawodniczyli z innym żydowskim gangiem, Małą Żydowską Marynarką; aby zwiększyć swoją siłę zatrudnili ludzi „Yonniego” Licavolego z Saint Louis. Licavoli wraz z braćmi, kuzynami i przyjaciółmi sformował organizację noszącą później nazwę rodziny Licavoli mafii z Detroit; nigdy nie zakwestionował przywództwa swoich mocodawców – ich strzelcy byli tak dobrzy w swoim fachu, że trzech z nich (George Lewis oraz Phil i Harry Keywellowie) zostało zatrudnionych przez Ala Capone na czas masakry w dniu Świętego Walentego w 1929 roku. 
Gang nie skupiał się wyłącznie na przemycie alkoholu, zdobywając miliony dolarów na kradzieżach biżuterii, porwaniach i wymuszeniach; prócz tego był głównym dostarczycielem narkotyków dla muzyków jazzowych w latach 20. Kiedy w 1931 roku sformowany został Narodowy Syndykat pod auspicjami „Szczęściarza” Luciana i Meyera Lansky'ego Purpurowi zostali zaproszeni do przystąpienia bez jakiegokolwiek nacisku – gang był uważany za zbyt krwawy i potężny, aby stosować wobec niego jakąkolwiek przemoc. Purpurowi przystali na to i rozwiązując organizację stali się częścią operacji hazardowej kartelu często zapewniając wsparcie siłowe. 
Nazwa Purpurowego Gangu była później często przypisywana przez prasę każdej potężniejszej organizacji kryminalnej z Detroit.